# 김주애
김주애(金主愛, 2013년 2월 19일~)는 김정은 조선민주주의인민공화국 제3대 국가주석과 그의 아내 리설주의 딸이며, 김정일 조선민주주의인민공화국 제2대 국가주석의 손녀, 김일성 조선민주주의인민공화국 초대 국가주석의 증손녀이다.

## 생애
2013년 2월 19일 정치인 김정은 조선민주주의인민공화국 제3대 국가주석과 성악가 겸 정치인 리설주 조선민주주의인민공화국 제3대 국가주석 부인의 딸로 태어났다.
2023년 2월 7일 김정은, 리설주 부부와 양각도국제호텔에서 열린 조선인민군 창건 75주년 기념 연회에 시녀들의 시중을 받으며 참석했다.
2023년 3월 16일 김정은 제3대 국가주석과 함께 화성-17형 발사 훈련을 보면서 공식 석상에 등장하였다.
2023년 9월 9일 9ㆍ9절 민방위 열병식에서 김정은 제3대 국가주석과 함께 국가주석단에 앉았다.

## 가족 관계
|                           |                           |                           |                           |                           |                           |                           |                           |                           |                           |                           |                           | 김형직 金亨稷 1894 - 1926 | 김형직 金亨稷 1894 - 1926 | 김형직 金亨稷 1894 - 1926 | 김형직 金亨稷 1894 - 1926 | 김형직 金亨稷 1894 - 1926 | 김형직 金亨稷 1894 - 1926 |                           |                           |                           |                           |                           |                           | 강반석 康盤石 1892 - 1932 | 강반석 康盤石 1892 - 1932 | 강반석 康盤石 1892 - 1932 | 강반석 康盤石 1892 - 1932 | 강반석 康盤石 1892 - 1932 | 강반석 康盤石 1892 - 1932 |  |  |                      |                      |                      |                      |                      |                      |                      |                      |                           |                           |                           |                           |                           |                           |                      |                      |                      |                      |                      |                      |                      |                      |                           |                           |                           |                           |                           |                           |  |  |                           |                           |                           |                           |                           |                           |  |  |                           |                           |                           |                           |                           |                           |
|                           |                           |                           |                           |                           |                           |                           |                           |                           |                           |                           |                           | 김형직 金亨稷 1894 - 1926 | 김형직 金亨稷 1894 - 1926 | 김형직 金亨稷 1894 - 1926 | 김형직 金亨稷 1894 - 1926 | 김형직 金亨稷 1894 - 1926 | 김형직 金亨稷 1894 - 1926 |                           |                           |                           |                           |                           |                           | 강반석 康盤石 1892 - 1932 | 강반석 康盤石 1892 - 1932 | 강반석 康盤石 1892 - 1932 | 강반석 康盤石 1892 - 1932 | 강반석 康盤石 1892 - 1932 | 강반석 康盤石 1892 - 1932 |  |  |                      |                      |                      |                      |                      |                      |                      |                      |                           |                           |                           |                           |                           |                           |                      |                      |                      |                      |                      |                      |                      |                      |                           |                           |                           |                           |                           |                           |  |  |                           |                           |                           |                           |                           |                           |  |  |                           |                           |                           |                           |                           |                           |
|                           |                           |                           |                           |                           |                           |                           |                           |                           |                           |                           |                           |                           |                           |                           |                           |                           |                           |                           |                           |                           |                           |                           |                           |                           |                           |                           |                           |                           |                           |  |  |                      |                      |                      |                      |                      |                      |                      |                      |                           |                           |                           |                           |                           |                           |                      |                      |                      |                      |                      |                      |                      |                      |                           |                           |                           |                           |                           |                           |  |  |                           |                           |                           |                           |                           |                           |  |  |                           |                           |                           |                           |                           |                           |
|                           |                           |                           |                           |                           |                           |                           |                           |                           |                           |                           |                           |                           |                           |                           |                           |                           |                           |                           |                           |                           |                           |                           |                           |                           |                           |                           |                           |                           |                           |  |  |                      |                      |                      |                      |                      |                      |                      |                      |                           |                           |                           |                           |                           |                           |                      |                      |                      |                      |                      |                      |                      |                      |                           |                           |                           |                           |                           |                           |  |  |                           |                           |                           |                           |                           |                           |  |  |                           |                           |                           |                           |                           |                           |
|                           |                           |                           |                           |                           |                           | 김정숙 金正淑 1917 - 1949 | 김정숙 金正淑 1917 - 1949 | 김정숙 金正淑 1917 - 1949 | 김정숙 金正淑 1917 - 1949 | 김정숙 金正淑 1917 - 1949 | 김정숙 金正淑 1917 - 1949 |                           |                           |                           |                           |                           |                           | 김일성 金日成 1912 - 1994 | 김일성 金日成 1912 - 1994 | 김일성 金日成 1912 - 1994 | 김일성 金日成 1912 - 1994 | 김일성 金日成 1912 - 1994 | 김일성 金日成 1912 - 1994 |                           |                           |                           |                           |                           |                           |  |  |                      |                      |                      |                      |                      |                      |                      |                      |                           |                           |                           |                           |                           |                           |                      |                      |                      |                      |                      |                      |                      |                      | 김성애 金聖愛 1924 - 2014 | 김성애 金聖愛 1924 - 2014 | 김성애 金聖愛 1924 - 2014 | 김성애 金聖愛 1924 - 2014 | 김성애 金聖愛 1924 - 2014 | 김성애 金聖愛 1924 - 2014 |  |  | 김철주 金哲柱 1916 - 1935 | 김철주 金哲柱 1916 - 1935 | 김철주 金哲柱 1916 - 1935 | 김철주 金哲柱 1916 - 1935 | 김철주 金哲柱 1916 - 1935 | 김철주 金哲柱 1916 - 1935 |  |  | 김영주 金英柱 1920 - 2021 | 김영주 金英柱 1920 - 2021 | 김영주 金英柱 1920 - 2021 | 김영주 金英柱 1920 - 2021 | 김영주 金英柱 1920 - 2021 | 김영주 金英柱 1920 - 2021 |
|                           |                           |                           |                           |                           |                           | 김정숙 金正淑 1917 - 1949 | 김정숙 金正淑 1917 - 1949 | 김정숙 金正淑 1917 - 1949 | 김정숙 金正淑 1917 - 1949 | 김정숙 金正淑 1917 - 1949 | 김정숙 金正淑 1917 - 1949 |                           |                           |                           |                           |                           |                           | 김일성 金日成 1912 - 1994 | 김일성 金日成 1912 - 1994 | 김일성 金日成 1912 - 1994 | 김일성 金日成 1912 - 1994 | 김일성 金日成 1912 - 1994 | 김일성 金日成 1912 - 1994 |                           |                           |                           |                           |                           |                           |  |  |                      |                      |                      |                      |                      |                      |                      |                      |                           |                           |                           |                           |                           |                           |                      |                      |                      |                      |                      |                      |                      |                      | 김성애 金聖愛 1924 - 2014 | 김성애 金聖愛 1924 - 2014 | 김성애 金聖愛 1924 - 2014 | 김성애 金聖愛 1924 - 2014 | 김성애 金聖愛 1924 - 2014 | 김성애 金聖愛 1924 - 2014 |  |  | 김철주 金哲柱 1916 - 1935 | 김철주 金哲柱 1916 - 1935 | 김철주 金哲柱 1916 - 1935 | 김철주 金哲柱 1916 - 1935 | 김철주 金哲柱 1916 - 1935 | 김철주 金哲柱 1916 - 1935 |  |  | 김영주 金英柱 1920 - 2021 | 김영주 金英柱 1920 - 2021 | 김영주 金英柱 1920 - 2021 | 김영주 金英柱 1920 - 2021 | 김영주 金英柱 1920 - 2021 | 김영주 金英柱 1920 - 2021 |
|                           |                           |                           |                           |                           |                           |                           |                           |                           |                           |                           |                           |                           |                           |                           |                           |                           |                           |                           |                           |                           |                           |                           |                           |                           |                           |                           |                           |                           |                           |  |  |                      |                      |                      |                      |                      |                      |                      |                      |                           |                           |                           |                           |                           |                           |                      |                      |                      |                      |                      |                      |                      |                      |                           |                           |                           |                           |                           |                           |  |  |                           |                           |                           |                           |                           |                           |  |  |                           |                           |                           |                           |                           |                           |
|                           |                           |                           |                           |                           |                           |                           |                           |                           |                           |                           |                           |                           |                           |                           |                           |                           |                           |                           |                           |                           |                           |                           |                           |                           |                           |                           |                           |                           |                           |  |  |                      |                      |                      |                      |                      |                      |                      |                      |                           |                           |                           |                           |                           |                           |                      |                      |                      |                      |                      |                      |                      |                      |                           |                           |                           |                           |                           |                           |  |  |                           |                           |                           |                           |                           |                           |  |  |                           |                           |                           |                           |                           |                           |
| 성혜림 成蕙琳 1937 - 2002 | 성혜림 成蕙琳 1937 - 2002 | 성혜림 成蕙琳 1937 - 2002 | 성혜림 成蕙琳 1937 - 2002 | 성혜림 成蕙琳 1937 - 2002 | 성혜림 成蕙琳 1937 - 2002 |                           |                           |                           |                           |                           |                           | 김정일 金正日 1941 - 2011 | 김정일 金正日 1941 - 2011 | 김정일 金正日 1941 - 2011 | 김정일 金正日 1941 - 2011 | 김정일 金正日 1941 - 2011 | 김정일 金正日 1941 - 2011 |                           |                           |                           |                           |                           |                           | 고용희 高容姬 1952 - 2004 | 고용희 高容姬 1952 - 2004 | 고용희 高容姬 1952 - 2004 | 고용희 高容姬 1952 - 2004 | 고용희 高容姬 1952 - 2004 | 고용희 高容姬 1952 - 2004 |  |  | 김경희 金敬姬 1946 - | 김경희 金敬姬 1946 - | 김경희 金敬姬 1946 - | 김경희 金敬姬 1946 - | 김경희 金敬姬 1946 - | 김경희 金敬姬 1946 - |                      |                      | 장성택 張成澤 1946 - 2013 | 장성택 張成澤 1946 - 2013 | 장성택 張成澤 1946 - 2013 | 장성택 張成澤 1946 - 2013 | 장성택 張成澤 1946 - 2013 | 장성택 張成澤 1946 - 2013 |                      |                      | 김평일 金平日 1954 - | 김평일 金平日 1954 - | 김평일 金平日 1954 - | 김평일 金平日 1954 - | 김평일 金平日 1954 - | 김평일 金平日 1954 - |                           |                           |                           |                           |                           |                           |  |  |                           |                           |                           |                           |                           |                           |  |  |                           |                           |                           |                           |                           |                           |
| 성혜림 成蕙琳 1937 - 2002 | 성혜림 成蕙琳 1937 - 2002 | 성혜림 成蕙琳 1937 - 2002 | 성혜림 成蕙琳 1937 - 2002 | 성혜림 成蕙琳 1937 - 2002 | 성혜림 成蕙琳 1937 - 2002 |                           |                           |                           |                           |                           |                           | 김정일 金正日 1941 - 2011 | 김정일 金正日 1941 - 2011 | 김정일 金正日 1941 - 2011 | 김정일 金正日 1941 - 2011 | 김정일 金正日 1941 - 2011 | 김정일 金正日 1941 - 2011 |                           |                           |                           |                           |                           |                           | 고용희 高容姬 1952 - 2004 | 고용희 高容姬 1952 - 2004 | 고용희 高容姬 1952 - 2004 | 고용희 高容姬 1952 - 2004 | 고용희 高容姬 1952 - 2004 | 고용희 高容姬 1952 - 2004 |  |  | 김경희 金敬姬 1946 - | 김경희 金敬姬 1946 - | 김경희 金敬姬 1946 - | 김경희 金敬姬 1946 - | 김경희 金敬姬 1946 - | 김경희 金敬姬 1946 - |                      |                      | 장성택 張成澤 1946 - 2013 | 장성택 張成澤 1946 - 2013 | 장성택 張成澤 1946 - 2013 | 장성택 張成澤 1946 - 2013 | 장성택 張成澤 1946 - 2013 | 장성택 張成澤 1946 - 2013 |                      |                      | 김평일 金平日 1954 - | 김평일 金平日 1954 - | 김평일 金平日 1954 - | 김평일 金平日 1954 - | 김평일 金平日 1954 - | 김평일 金平日 1954 - |                           |                           |                           |                           |                           |                           |  |  |                           |                           |                           |                           |                           |                           |  |  |                           |                           |                           |                           |                           |                           |
|                           |                           |                           |                           |                           |                           |                           |                           |                           |                           |                           |                           |                           |                           |                           |                           |                           |                           |                           |                           |                           |                           |                           |                           |                           |                           |                           |                           |                           |                           |  |  |                      |                      |                      |                      |                      |                      |                      |                      |                           |                           |                           |                           |                           |                           |                      |                      |                      |                      |                      |                      |                      |                      |                           |                           |                           |                           |                           |                           |  |  |                           |                           |                           |                           |                           |                           |  |  |                           |                           |                           |                           |                           |                           |
|                           |                           |                           |                           |                           |                           |                           |                           |                           |                           |                           |                           |                           |                           |                           |                           |                           |                           |                           |                           |                           |                           |                           |                           |                           |                           |                           |                           |                           |                           |  |  |                      |                      |                      |                      |                      |                      |                      |                      |                           |                           |                           |                           |                           |                           |                      |                      |                      |                      |                      |                      |                      |                      |                           |                           |                           |                           |                           |                           |  |  |                           |                           |                           |                           |                           |                           |  |  |                           |                           |                           |                           |                           |                           |
|                           |                           |                           |                           |                           |                           | 김정남 金正男 1971 - 2017 | 김정남 金正男 1971 - 2017 | 김정남 金正男 1971 - 2017 | 김정남 金正男 1971 - 2017 | 김정남 金正男 1971 - 2017 | 김정남 金正男 1971 - 2017 |                           |                           | 김정철 金正哲 1981 -      | 김정철 金正哲 1981 -      | 김정철 金正哲 1981 -      | 김정철 金正哲 1981 -      | 김정철 金正哲 1981 -      | 김정철 金正哲 1981 -      |                           |                           | 김정은 金正恩 1984 -      | 김정은 金正恩 1984 -      | 김정은 金正恩 1984 -      | 김정은 金正恩 1984 -      | 김정은 金正恩 1984 -      | 김정은 金正恩 1984 -      |                           |                           |  |  |                      |                      | 리설주 李雪主 1989 - | 리설주 李雪主 1989 - | 리설주 李雪主 1989 - | 리설주 李雪主 1989 - | 리설주 李雪主 1989 - | 리설주 李雪主 1989 - |                           |                           | 김여정 金與正 1988 -      | 김여정 金與正 1988 -      | 김여정 金與正 1988 -      | 김여정 金與正 1988 -      | 김여정 金與正 1988 - | 김여정 金與正 1988 - |                      |                      |                      |                      |                      |                      |                           |                           |                           |                           |                           |                           |  |  |                           |                           |                           |                           |                           |                           |  |  |                           |                           |                           |                           |                           |                           |
|                           |                           |                           |                           |                           |                           | 김정남 金正男 1971 - 2017 | 김정남 金正男 1971 - 2017 | 김정남 金正男 1971 - 2017 | 김정남 金正男 1971 - 2017 | 김정남 金正男 1971 - 2017 | 김정남 金正男 1971 - 2017 |                           |                           | 김정철 金正哲 1981 -      | 김정철 金正哲 1981 -      | 김정철 金正哲 1981 -      | 김정철 金正哲 1981 -      | 김정철 金正哲 1981 -      | 김정철 金正哲 1981 -      |                           |                           | 김정은 金正恩 1984 -      | 김정은 金正恩 1984 -      | 김정은 金正恩 1984 -      | 김정은 金正恩 1984 -      | 김정은 金正恩 1984 -      | 김정은 金正恩 1984 -      |                           |                           |  |  |                      |                      | 리설주 李雪主 1989 - | 리설주 李雪主 1989 - | 리설주 李雪主 1989 - | 리설주 李雪主 1989 - | 리설주 李雪主 1989 - | 리설주 李雪主 1989 - |                           |                           | 김여정 金與正 1988 -      | 김여정 金與正 1988 -      | 김여정 金與正 1988 -      | 김여정 金與正 1988 -      | 김여정 金與正 1988 - | 김여정 金與正 1988 - |                      |                      |                      |                      |                      |                      |                           |                           |                           |                           |                           |                           |  |  |                           |                           |                           |                           |                           |                           |  |  |                           |                           |                           |                           |                           |                           |
|                           |                           |                           |                           |                           |                           |                           |                           |                           |                           |                           |                           |                           |                           |                           |                           |                           |                           |                           |                           |                           |                           |                           |                           |                           |                           |                           |                           |                           |                           |  |  |                      |                      |                      |                      |                      |                      |                      |                      |                           |                           |                           |                           |                           |                           |                      |                      |                      |                      |                      |                      |                      |                      |                           |                           |                           |                           |                           |                           |  |  |                           |                           |                           |                           |                           |                           |  |  |                           |                           |                           |                           |                           |                           |
|                           |                           |                           |                           |                           |                           |                           |                           |                           |                           |                           |                           |                           |                           |                           |                           |                           |                           |                           |                           |                           |                           |                           |                           |                           |                           |                           |                           |                           |                           |  |  |                      |                      |                      |                      |                      |                      |                      |                      |                           |                           |                           |                           |                           |                           |                      |                      |                      |                      |                      |                      |                      |                      |                           |                           |                           |                           |                           |                           |  |  |                           |                           |                           |                           |                           |                           |  |  |                           |                           |                           |                           |                           |                           |
|                           |                           |                           |                           |                           |                           | 김한솔 金漢率 1995 -      | 김한솔 金漢率 1995 -      | 김한솔 金漢率 1995 -      | 김한솔 金漢率 1995 -      | 김한솔 金漢率 1995 -      | 김한솔 金漢率 1995 -      |                           |                           |                           |                           |                           |                           |                           |                           |                           |                           |                           |                           | 김정주 ? 2010 -           | 김정주 ? 2010 -           | 김정주 ? 2010 -           | 김정주 ? 2010 -           | 김정주 ? 2010 -           | 김정주 ? 2010 -           |  |  | 김주애 金主愛 2013 - | 김주애 金主愛 2013 - | 김주애 金主愛 2013 - | 김주애 金主愛 2013 - | 김주애 金主愛 2013 - | 김주애 金主愛 2013 - |                      |                      |                           |                           |                           |                           |                           |                           |                      |                      |                      |                      |                      |                      |                      |                      |                           |                           |                           |                           |                           |                           |  |  |                           |                           |                           |                           |                           |                           |  |  |                           |                           |                           |                           |                           |                           |

## 사생활
- 평양시에서 재택학습을 하고 승마와 스키를 취미로 즐긴다고 알려져 있다. 김주애의 승마 실력에 대해 김정은이 만족한다는 국정원 보고가 공개되었다.[6]

## 초기 보고서 및 불확실성
북한 정부는 김주애의 출생일을 공개적으로 공개하지 않았다. 2012년 리설주가 오랫동안 대중의 눈에 띄지 않았던 것은 나중에 김주애와의 임신 때문이었다. 대한민국 국가정보원(NIS)은 2023년에 그녀가 10세 또는 11세였다고 추정했다.대한민국 국회의원 김병기는 "비국정원 소식통"을 인용하여 그녀가 2013년에 태어났다고 주장한다. 그의 동료 이완영은 국정원과 비국정원 소식통을 인용해 김주애가 2010년에 태어난 형과 2017년에 태어난 성별을 알 수 없는 남동생이 있다고 주장한다. 그러나 김정은의 개인적인 지인인 주앙 미카엘로는 2023년 자유아시아방송과의 인터뷰에서 북한 지도자가 아들을 낳은 적이 없는지 의구심을 표명했다. 미카엘로는 1998년 스위스에서 함께 학교를 다니면서 김정은을 처음 만났다고 주장한다. 성인이 되어 다시 만났을 때 미카엘로는 김정은이 공개적으로 공개적으로 등장했던 딸만 언급한 적이 없다고 주장한다.
북한 정부는 또한 그녀의 이름을 공개적으로 공개하지 않았으며, 국정원은 탈북자들로부터 이 문제에 대한 어떠한 주장도 확인하지 않았다. 북한 언론은 처음에 그녀를 김정은의 "사랑받는" 또는 "소중한" 딸이라고 불렀지만, 곧 "존경받는"이라는 형용사를 사용하기 시작했다. 이 형용사는 일반적으로 북한 사회에서 가장 존경받는 구성원들을 위한 것이다. 예를 들어, 김정은은 국가의 최고 지도자가 된 직후 "존경받는 동지"라는 칭호를 받았다. 2024년 3월, 김주애는 공개 행사에서 아버지와 함께 공식적으로 "지도의 위대한 인물"로 언급되었다.
"주애"라는 이름은 미국 농구 선수 데니스 로드먼이 2013년 북한의 수도 평양을 방문했을 때 처음 언급했다. 로드먼은 김정은과 리설주에 대해 이야기할 때 "아기 주애를 안고 있다"고 묘사하며 김정은을 "좋은 아빠"이자 "멋진 남자"라고 칭찬했다. 그러나 최수용 전 국정원 정보관은 로드먼이 '저 여자아이'를 뜻하는 한국어 '저 여자아이'(저애)를 오해했다고 주장하며, 아이의 본명이 운주라고 주장한다. 최 씨는 자신의 북한 정보원을 출처로 꼽았다.
2022년 11월 4일, 조선일보는 김정은의 장남과 중학생 딸을 해외로 호송했다고 주장하는 전직 군 장교인 익명의 탈북자의 주장을 보도했다. 그는 딸의 이름이 실제로 '주애'이며, 오빠의 이름이 '주운'이고 어머니의 이름에서 '주', 아버지의 이름에서 '운'을 따왔다고 주장했다. 또한 딸의 이름 한자 철자가 '主愛'이라고 주장했다. 한편, 2023년에 남한으로 탈북한 북한 외교관 리일규는 자신의 이름이 주예이며, 주예라는 이름의 북한 시민들이 이름을 바꾸라는 명령을 받았다고 주장한다.

## 공개 출연
김주애는 2022년 11월 18일 대륙간탄도미사일 시험 발사에 처음으로 공개석상에 모습을 드러냈다. 국영 조선중앙통신은 발사 전 함께 화성-17 미사일을 시찰하는 김주애와 그녀의 아버지의 사진을 공개했다. 그녀의 공개 데뷔는 기록적인 북한 미사일 발사로 인해 남북 관계가 악화되는 가운데 이루어졌다. 오스트리아 빈에 있는 오픈 핵 네트워크의 수석 분석가인 레이첼 이민영은 이 사진들이 "[김정은의] 인민과 국가의 아버지 이미지를 강화하고", "미래 세대의 안보를 위한 핵무기 프로그램의 필요성을 강조하기 위한 것일 수 있다"고 제안한다. 주애는 미래 세대를 대표한다. 이후 김주애는 2022년 11월 말부터 2023년 2월 초까지 네 차례 더 공개석상에 모습을 드러냈다. 2023년 2월 14일, 국영 한국우표공사는 11월 18일 미사일 발사에서 김주애와 김정은이 등장하는 우표를 공개했다.
김주애는 2023년 아버지와 함께 여러 공식 행사와 행렬에 참석했다. 그해 2월 16일 할아버지 김정일의 탄생일인 빛나는 별의 날을 기념하는 행사에 아버지와 함께 공식 행사에 참여했다. 9월 9일 북한 건국 75주년 기념 퍼레이드에 아버지와 함께 다시 한 번 모습을 드러냈다. 연말에는 평양의 메이데이 스타디움에서 아버지와 함께 새해 전야 축하 행사에 참석했다.
김주애는 2024년과 2025년에도 아버지와 함께 여러 공개 행사에 참석했다. 2024년 10월 10일에는 집권 노동당 창건 79주년 기념행사에 참석했다. 이듬해인 4월 25일 최현 구축함 진수식과 5월 9일 평양 주재 러시아 대사관에서 열린 제80주년 전승절 기념행사에 참석했다.

## 그녀의 미래에 대한 추측
김주애의 공개적인 유명세로 인해 북한 분석가들은 그녀의 향후 북한 내 입지에 대한 추측을 내놓고 있다. 더 타임즈의 리처드 로이드 패리는 북한 정부 내 경쟁에 대한 대응이자 김정은 일가의 정치적 우월성을 재확인하려는 시도일 수 있다고 제안한다.서울 아산정책연구원의 고명현 선임연구위원도 마찬가지로 김주애의 공개 발표가 공주의 것이며, "유럽식 군주제의 함정을 채택하여" 김씨 가문의 통치를 정상화하려는 국영 언론의 시도라고 주장한다. 많은 다른 분석가들은 그녀가 아버지의 후계자로 최고 지도자로 선택되었기 때문에 그녀가 최고위직에 오른 첫 번째 여성이 될 수 있다고 추측하고 있다. 이 가설은 국정원이 북한에 대한 연례 평가를 실시한 2024년 초에 국정원에 의해 반영되었다.
2024년 7월 29일 비공개 회의에서 국정원은 김주애가 아버지의 뒤를 이어 최고 지도자가 되기 위한 훈련을 받고 있다고 대한민국 국회의원들에게 보고했다. 2020년부터 2022년까지 국정원 국장을 역임한 박지원은 이전에 후임자가 공개되지 않았다며 보고서 결과를 일축했다. 그는 또한 북한 정부가 역사적으로 가부장적이었기 때문에 김주애의 즉위 가능성이 낮다고 주장했다. 박 대통령의 발언은 여러 북한 분석가들에 의해 반복되었으며, 그들은 또한 어린 시절의 김주애가 정치적으로 입증되지 않았다고 주장했다. 따라서 그녀를 김정은의 후계자로 결정한 것은 시기상조였을 것이다.